# Нематодозы

Годы жизни, скорректированные по нетрудоспособности при кишечных нематодозах на 100'000 человек в 2002 году
нет данных
менее 25
25-50
50-75
75-100
100-120
120-140
140-160
160-180
180-200
200-220
220-240
более 240

Нематодозы (лат. nematodoses) — болезни человека, животных и растений, вызываемые круглыми червями (Nematoda).

## Возбудитель
Нематоды или круглые черви — раздельнополые гельминты, имеют нервную, выделительную, пищеварительную и половую системы. Самки всегда крупнее самцов.
Среди нематод имеются геогельминты, биогельминты и контактные гельминты (см. Гельминтозы). Возбудители геонематозов развиваются во внешней среде (почве, воде, на предметах домашнего обихода), а развитие возбудителей бионематодозов связано со сменой хозяев. Контактные гельминты передаются от человека к человеку без необходимости развиваться в почве (к ним относятся острицы).
Паразиты локализуются в большинстве тканей и органов человека (желудочно-кишечный тракт, мышцы, органы дыхания, печень, почки, глаза и так далее).
Всемирная Организация Здравоохранения сообщила о возможности развития резистентности у кишечных нематод к антигельминтикам, в частности, при некаторозе к мебендазолу и при анкилостомозе — к пирантелу.

## Заражение
Заражение человека нематодозами происходит обычно при проглатывании зрелых (инвазионных) яиц или личинок нематод с частицами почвы, водой, продуктами питания. Сохранение и развитие яиц и личинок нематод во внешней среде возможно лишь при определённых температурных условиях, достаточной влажности и доступе кислорода.
Некоторые гельминтозы распространяются насекомыми-переносчиками — филяриатозы, другие могут попадать в человека при сексуальном контакте.
Анкилостомы и стронгилиды способны проникать в человека через кожу.

## Нематодозы человека
У человека зарегистрированы:
- Аббревиатоз
- Агамонематодозы
- Акантохейлонематоз
- Ангиостронгилёз
- Анизакидоз
- Анкилостомоз
- Аскаридоз
- Байлисаскаридоз
- Буностомоз (http://dermatology.cdlib.org/91/abstracts/nail/17C.html)
- Бругиоз
- Вухерериоз
- Габронемоз
- Гемонхоз
- Гепатиколёз
- Гнатостомоз
- Гонгилонематоз
- Диоктофимоз
- Дирофиляриоз
- Дракункулез
- Капилляриоз легочный
- Капилляриоз кишечный
- Капилляриоз печёночный
- Лагохиласкаридоз
- Лоаоз
- Мансонеллёз
- Метастронгилёз
- Некатороз
- Онхоцеркоз
- Остертагиоз
- Рабдитозы
- Сингамидоз
- Сифациоз
- Стронгилоидоз
- Телязиоз
- Тернидентоз
- Токсаскароз
- Токсокароз
- Томинксоз
- Трихинеллёз
- Трихостронгилоидоз
- Трихоцефалёз
- Тропическая легочная эозинофилия
- Унцинариоз
- Филяриатозы
- Энтеробиоз
- Эзофагостомоз
- и др.